# Naturwaldzelle Kreitzberg

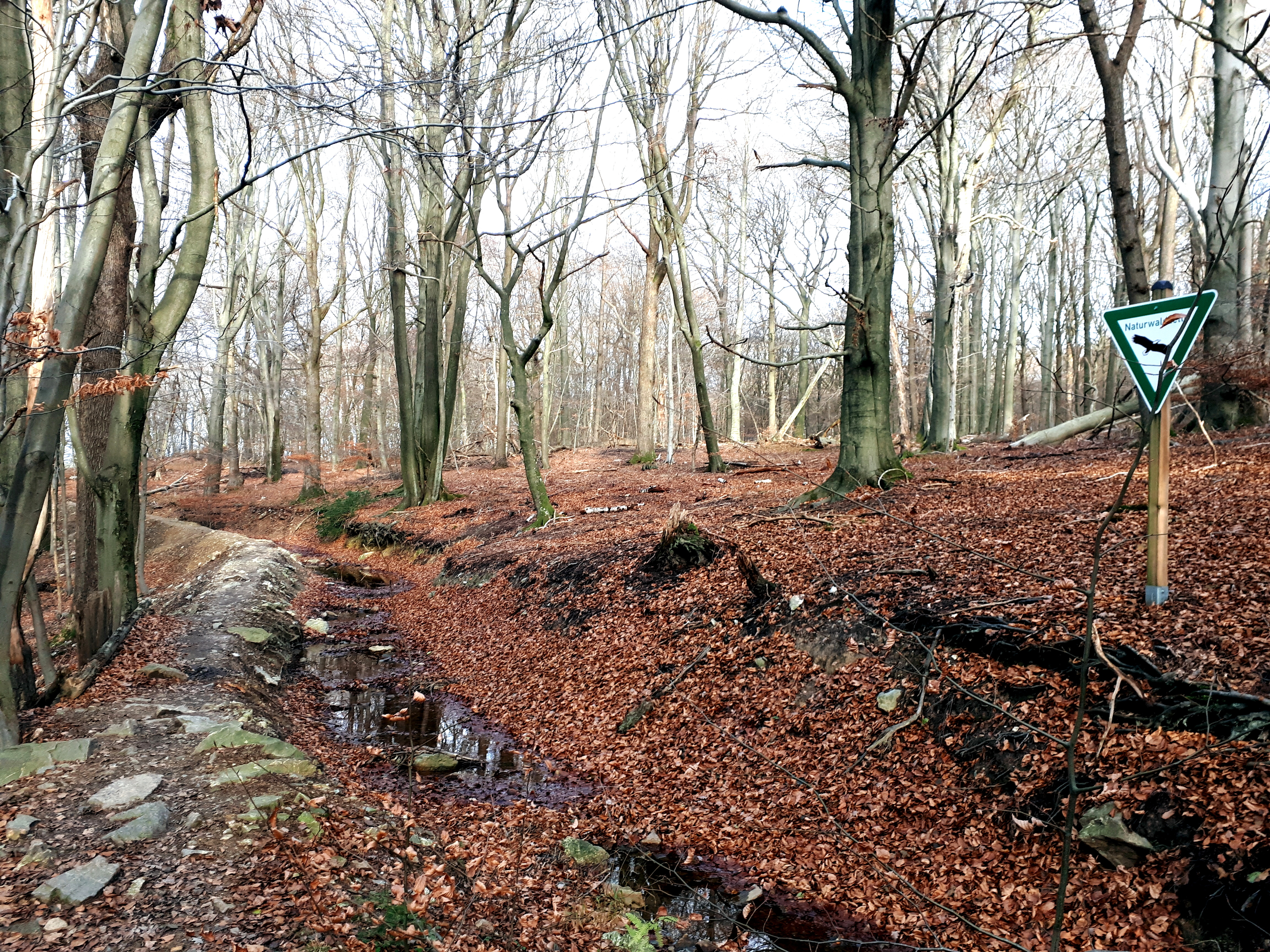
Naturwaldzelle Kreitzberg, westlicher Zugang

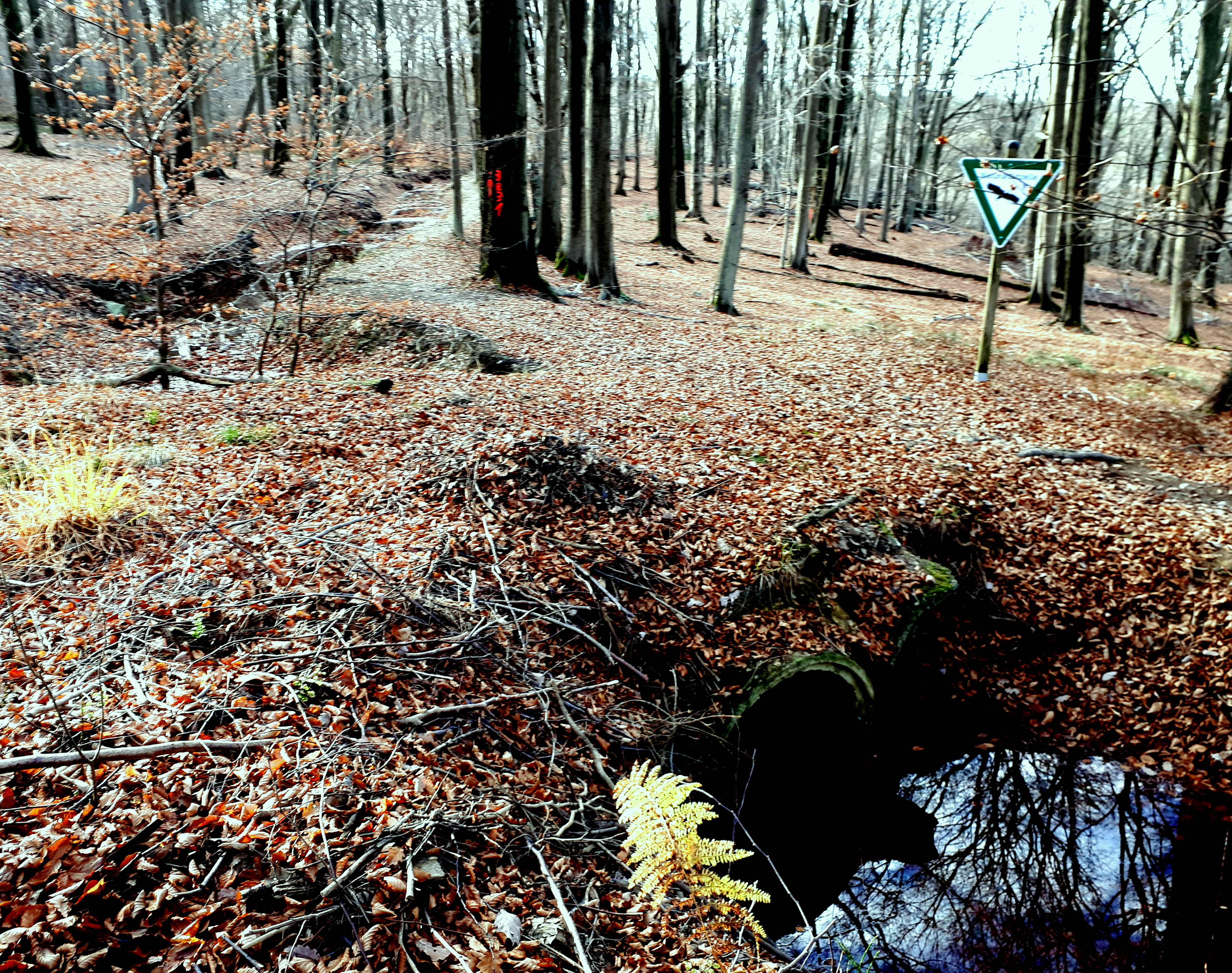
Naturwaldzelle Kreitzberg, östlicher Zugang

Die Naturwaldzelle Kreitzberg ist ein Waldstück auf dem Gebiet der Gemeinde Simmerath,  Teil des Naturschutzgebiets Laubwald am Hasselbachgraben, das nach dem Prinzip der nordrhein-westfälischen Naturwaldzellen nicht forstlich bewirtschaftet wird. Die Größe der Naturwaldzelle Kreitzberg beträgt 11,9 Hektar.

## Beschreibung
Diese Naturwaldzelle liegt im Hohen Venn, nahe der Ortschaft Zweifall. Das Gelände fällt nach Nordosten zum Tal des Krebsbaches hin ab. Die Höhenlage reicht von 400 bis 445 m ü. NHN. Das Klima ist subatlantisch mit geringen Schwankungen von Temperatur und Niederschlag im Jahresverlauf. Die Jahresmitteltemperatur liegt bei 7,7 °C, der Jahresniederschlag ist mit 1100 mm recht hoch. Das Gebiet gehört zur nördlichen Eifel, als Gesteine kommen Quarzite, Bänderschiefer und phyllitische Schiefer vor. Über den Gesteinsschichten befindet sich eine Deckschicht aus Fließerden und Lösslehm, die nur geringe Schichtdicken erreicht und aus der sich der Boden gebildet hat. Die Bodenarten wechseln kleinräumig je nach Relief, auf dem größten Teil der Fläche finden sich Pseudogleye und Pseudogley-Braunerden, die eine Tendenz zur Podsolierung zeigen. An steinigen Hangrücken finden sich Braunerden, in einer Senke Nassgley. Der Grundwasserstand hängt ebenfalls stark vom Relief ab. Die Humusschicht liegt meist als Moder, seltener rohhumusartig vor. Der Nährstoffgehalt des Bodens ist meist nur gering, der pH-Wert liegt im stark sauren Bereich.
Der Bestand lässt sich bis in das Jahr 1839 zurückverfolgen, als auf der Fläche ein damals 24 Jahre alter Birkenwald wuchs. Nord- und Südteil der Naturwaldzelle gehörten zu verschiedenen Forstabteilungen, der Nordteil, „Kreutzberg“ genannt, enthielt neben den jungen Birken einige wenige Eichen, während im Südteil, „Schüttepohl“, damals ziemlich viele ältere Eichen und Buchen wuchsen. In der folgenden Zeit wurden Eichen und Kiefern eingebracht. Der Bestand war aber lückig und so wurde 1892 und nochmals 1909 der Vorschlag gemacht, die Fläche kahl abzuräumen und Fichten anzupflanzen. Dies unterblieb aber, sodass viele der heute vorhandenen Bäume aus der Mitte des 19. Jahrhunderts stammen und im Südteil noch ältere Bäume vorkommen.
Der Wald lässt sich heute als Pfeifengras-Traubeneichen-Buchenwald einordnen, die Pflanzengesellschaft gehört zum Fago-Quercetum molinietosum. Im westlichen, höher gelegenen und damit besser drainierten Teil dominiert die Rotbuche (Fagus sylvatica), nur vereinzelt ist die Traubeneiche (Quercus petraea) beigemischt. Die Eiche wird im westlichen, vernässten Teil dominant, hier finden sich in der Baumschicht auch noch Sand-Birke (Betula pendula) und Moor-Birke (Betula pubescens). An wenigen Stellen findet sich ein Bruchwald mit Birken und Schwarz-Erle (Alnus glutinosa). Die Strauchschicht besteht unter den Buchen nur aus deren Jungwuchs, unter Eichen tritt die Eberesche (Sorbus aucuparia) hinzu. Die krautige Bodenvegetation besteht hauptsächlich aus Weißer Hainsimse (Luzula albida), Heidelbeere (Vaccinium myrtillus), Adlerfarn (Pteridium aquilinum) und Drahtschmiele (Deschampsia flexuosa). Kleinflächig ändert sich die Vegetation im Bruchwald sowie an einem alten Kohlemeiler.
Die jetzige Zusammensetzung der Pflanzenarten entspricht weitgehend der natürlichen Vegetation. Die Bruchwald-Reste sind typisch für die feuchteren Gebiete der Eifel und sind noch intakt erhalten. Gegenstand der wissenschaftlichen Beobachtung in dieser Naturwaldzelle ist die weitere Entwicklung von Rotbuche und Traubeneiche, deren Verjüngung und Mischungsverhältnis.

## Belege
- Landesanstalt für Ökologie, Landschaftsentwicklung und Forstplanung (Hrsg.): Naturwaldzellen in Nordrheinwestfalen. Teil I. 1975. S. 15–21.
- Naturwaldzelle Nr. 01, Kreitzberg. Landesbetrieb Wald und Holz Nordrhein-Westfalen, abgerufen am 1. Februar 2016.

Koordinaten: 50° 40′ 50″ N, 6° 16′ 39″ O